# Sidemia dimorpha
Sidemia dimorpha là một loài bướm đêm trong họ Noctuidae.